# Dukla Banská Bystrica (equipo ciclista)
Dukla Banská Bystrica (código UCI: DKB) es un equipo ciclista profesional eslovaco de categoría Continental.

## Ciclistas destacados
Por las filas del equipo han pasado ciclistas como los hermanos Peter y Martin Velits (2004). Otra pareja de hermanos,  Juraj (2007-2009) y Peter Sagan (2009) compitieron por el equipo. Actualmente cuenta con Matej Jurčo.

## Sede
La sede del equipo se encuentra en la ciudad de Trencin.

## Material ciclista
Desde 2012 el equipo utiliza bicicletas Trek, anteriormente utilizó Merida.

## Clasificaciones UCI
A partir de 1999 y hasta 2004 la UCI establecía una clasificación por equipos divididos en categorías (primera, segunda y tercera). La clasificación del equipo y de su ciclista más destacado fue la siguiente:
| Año  | Categoría | Clasificación por equipos | Mejor corredor | Posición |
| 2004 | Tercera   | 37.º                      | Maroš Kováč    | 684.º    |

A partir de 2005 la UCI instauró los Circuitos Continentales UCI, donde el equipo está desde que se creó dicha categoría. Ha participado en carreras de varios circuitos, con lo cual ha estado en las clasificaciones del UCI Europe Tour Ranking, UCI America Tour Ranking y UCI Asia Tour Ranking y UCI Africa Tour Ranking. Las clasificaciones del equipo y de su ciclista más destacado son las siguientes:

### UCI Africa Tour
| Temporada | Clasificación por equipos | Mejor corredor   | Posición |
| 2005      | 4.º                       | Maroš Kováč      | 20.º     |
| 2005-2006 | 7.º                       | Maroš Kováč      | 55.º     |
| 2006-2007 | 2.º                       | Ján Šipeky       | 7.º      |
| 2007-2008 | 6.º                       | Roman Broniš     | 16.º     |
| 2008-2009 | 19.º                      | Juraj Sagan      | 132.º    |
| 2010-2011 | 10.º                      | Maroš Kováč      | 35.º     |
| 2011-2012 | 9.º                       | Michael Kolář    | 45.º     |
| 2012-2013 | 8.º                       | Maroš Kováč      | 50.º     |
| 2016      | 12.º                      | Patrik Tybor     | 61.º     |
| 2017      | 11.º                      | Jan Andrej Cully | 65.º     |
| 2018      | 10.º                      | Juraj Bellan     | 57.º     |

### UCI America Tour
| Temporada | Clasificación por equipos | Mejor corredor | Posición |
| 2008-2009 | 34.º                      | Maroš Kováč    | 240.º    |
| 2009-2010 | 32.º                      | Matej Jurčo    | 248.º    |
| 2010-2011 | 35.º                      | Maroš Kováč    | 326.º    |
| 2016      | 44.º                      | Patrik Tybor   | 358.º    |

### UCI Asia Tour
| Temporada | Clasificación por equipos | Mejor corredor | Posición |
| 2005-2006 | 38.º                      | Maroš Kováč    | 209.º    |
| 2007-2008 | 32.º                      | Roman Broniš   | 87.º     |
| 2010-2011 | 68.º                      | Matej Jurčo    | 333.º    |
| 2017      | 68.º                      | Patrik Tybor   | 194.º    |

### UCI Europe Tour
| Temporada | Clasificación por equipos | Mejor corredor | Posición |
| 2005      | 84.º                      | Maroš Kováč    | 192.º    |
| 2005-2006 | 71.º                      | Maroš Kováč    | 175.º    |
| 2006-2007 | 66.º                      | Maroš Kováč    | 195.º    |
| 2007-2008 | 61.º                      | Roman Broniš   | 134.º    |
| 2008-2009 | 54.º                      | Peter Sagan    | 64.º     |
| 2009-2010 | 64.º                      | Maroš Kováč    | 147.º    |
| 2010-2011 | 73.º                      | Matej Jurčo    | 242.º    |
| 2011-2012 | 76.º                      | Maroš Kováč    | 174.º    |
| 2012-2013 | 43.º                      | Michael Kolář  | 119.º    |
| 2013-2014 | 47.º                      | Erik Baška     | 71.º     |
| 2015      | 76.º                      | Patrik Tybor   | 213.º    |
| 2016      | 98.º                      | Maroš Kováč    | 810.º    |
| 2017      | 91.º                      | Patrik Tybor   | 424.º    |
| 2018      | 83.º                      | Marek Čanecký  | 710.º    |
| 2019      | 49.º                      | Patrik Tybor   | 384.º    |

## Palmarés
Para años anteriores, véase Palmarés del Dukla Banská Bystrica

### Palmarés 2025

#### Circuitos Continentales UCI
| Fechas | Circuito | Carreras | Ganador |

#### Campeonatos nacionales
| Fechas | Carreras | Ganador |

## Plantilla
Para años anteriores, véase Plantillas del Dukla Banská Bystrica

### Plantilla 2025
| Nombre             | Nacimiento | Nacionalidad | Equipo 2024                       |
| Jakub Galovič      | 30/12/2004 | Eslovaquia   | Dukla Banská Bystrica             |
| Martin Hajduch     | 27/06/2006 | Eslovaquia   | Neo (CyS-Akadémia Petra Sagana)   |
| Denis Hoza         | 12/12/2002 | Eslovaquia   | Dukla Banská Bystrica             |
| Dávid Kaško        | 24/04/1997 | Eslovaquia   | Dukla Banská Bystrica             |
| Matúš Kriak        | 01/11/2002 | Eslovaquia   | Dukla Banská Bystrica (stagiaire) |
| Sebastian Michalec | 21/10/2005 | Eslovaquia   | Dukla Banská Bystrica             |
| Jozef Palčák       | 17/12/1987 | Eslovaquia   | Dukla Banská Bystrica (2017)      |
| Lukáš Panáček      | 17/04/2006 | Eslovaquia   | Neo (CyS-Akadémia Petra Sagana)   |
| Tomáš Ševečka      | 09/04/2003 | Eslovaquia   | Dukla Banská Bystrica (stagiaire) |
| Roman Vaľo         | 24/05/2006 | Eslovaquia   | Neo (CyS-Akadémia Petra Sagana)   |